# Méhes Mózes
Nyéki Méhes Mózes (Kőkeszi, 1885. március 29. – 19??) számszéki tanácsos, genealógiai író.

## Élete
Méhes Sándor és Bende Mária fia. 1912-ben Tornócon szolgabíró volt, majd Budapesten a legfőbb állami számvevőszék tanácselnökeként vonult nyugdíjba. 1926. október 2-án Budapesten házasságot kötött Nádudvary Eszterrel, Nádudvary Mihály és Tóth Eszter lányával. Feldolgozta családja történetét.

## Művei
- A Nyéki Méhes család és a rokon családok. Budapest, 1933
- A Nyéki Méhes család és a rokon családok. II. Budapest, 1937